# 石橋利哉
石橋 利哉（いしばし としや）は、日本の経営者。エスエス製薬代表取締役社長。

## 略歴
1962年和歌山県生まれ。1985年慶應義塾大学経済学部卒業、花王入社。1989年に国際大学大学院国際関係学研究科修士課程修了。1992年にマスターフーズ入社、2004年からマスターフーズ　フィリピンＩｎｃ．社長、2007年からエスエスエルヘルスケアジャパン代表取締役社長、2011年から英日用品大手のレキットベンキーザー香港法人でジェネラルマネージャー、などを歴任した。